# Cristóbal Chávez
Cristóbal Chávez Sánchez (Puerto Montt, 15 de noviembre de 1988), futbolista chileno. Juega de lateral-volante. 

## Carrera
Jugó durante las series menores en Deportes Puerto Montt, donde fue el goleador histórico, hecho que lo llevó a la selección de fútbol de Chile. Debutó en el primer equipo en el año 2005 teniendo 16 años, con el DT Fernando Cavalleri donde siempre fue alternativa.
Luego de salir de Deportes Puerto Montt, ha jugado en la Tercera División, siendo figura en todos los equipos donde ha estado, pero no le ha alcanzado para volver a una categoría mejor.

## Selección nacional
Además jugó por la selección sub-17 en el Campeonato Sudamericano, siendo uno de los mejores jugadores de la selección realizado en Maracaibo, Venezuela el año 2005.

## Clubes
| Club                  | País  | Año       |
| --------------------- | ----- | --------- |
| Deportes Puerto Montt | Chile | 2005-2008 |
| Deportes Temuco       | Chile | 2009      |
| San Antonio Unido     | Chile | 2010      |
| Unión Santa María     | Chile | 2011      |
| Deportes Copiapó      | Chile | 2012      |
| Deportes Puerto Montt | Chile | 2013-2014 |